# Cylindrophis lineatus
Cylindrophis lineatus là một loài rắn trong họ Cylindrophiidae. Loài này được Blanford mô tả khoa học đầu tiên năm 1881.